# Three Horses Beer
Three Horses Beer (kortweg: THB) is een Malagassisch biermerk van lage gisting. Het bier wordt sinds 1958 gebrouwen bij Brasseries Star in Antananarivo.
Het bier wordt verkocht in kleine (33 cl) en grote flessen (65 cl) in heel Madagaskar, meestal in bruine flessen die hergebruikt worden. Het bier kan worden gekocht bij supermarkten, benzinestations en restaurants. Voor de export zijn er blikken van 33cl beschikbaar. Het bier wordt geëxporteerd naar Mayotte, Réunion en de Comoren.
THB is tevens de hoofdsponsor van de THB Champions League, de hoogste voetbaldivisie van Madagaskar.

## Varianten
- THB Pilsener, blond pilsbier met een alcoholpercentage van 5,4%
- THB Fresh, blond alcoholarm bier met een alcoholpercentage van 1%

## Speciale eenmalige varianten
- THB Speciale Paques (2003)
- THB Spéciale Noël (2003)